# Должок (Черновицкая область)
Должок (укр. Довжок) — село в Новоселицкой городской общине Черновицкого района Черновицкой области Украины.
До 2020 года входило в Новоселицкий район
Население по переписи 2001 года составляло 1023 человека. Почтовый индекс — 60334. Телефонный код — 3733. Код КОАТУУ — 7323081801.